# Bazarno-Karabulaksky (huyện)
Huyện Bazarno-Karabulaksky (tiếng Nga: ? райо́н) là một huyện hành chính tự quản (raion), của Tỉnh Saratov, Nga. Huyện có diện tích 2301 km². Trung tâm của huyện đóng ở Bazarnyy-Karabulak.